# Adriano Guarnieri (sciatore)
Adriano Guarnieri (Feltre, 18 novembre 1914 – Feltre, 5 giugno 1983) è stato uno sciatore alpino italiano, portabandiera dell'Italia durante la cerimonia di apertura dei IV Giochi olimpici invernali di Garmisch-Partenkirchen 1936.

## Biografia
Originario di Feltre e attivo negli anni trenta, vinse i Littoriali dello Sport, una sorta di campionato nazionale universitario dell'epoca fascista, e prese parte ai IV Giochi olimpici invernali di Garmisch-Partenkirchen 1936 piazzandosi 17º nella gara di combinata, l'unica nel programma dello sci alpino. 
Ai Campionati italiani conquistò tre medaglie in slalom speciale.

### Campionati italiani
- 3 medaglie[3]:
  - 1 argento (slalom speciale nel 1935)
  - 1 bronzo (slalom speciale nel 1933; slalom speciale nel 1934)